# Stay With You (星村麻衣の曲)
「Stay With You」（ステイ ウィズ ユー）は、日本のシンガーソングライター・ピアニスト、星村麻衣のデビュー・シングル。2002年10月23日にソニー・ミュージックアソシエイテッドレコーズよりリリースされた。

## 概要
「夏色のキャンバス」から3か月後のリリースとなった。

## 収録曲
全作詞・作曲：星村麻衣　編曲：西平彰
1. Stay With You（4：31）[1]
2. Cycling（3：45）[1]